# Kepler-174d
Kepler-174d es un exoplaneta ubicado en la constelación de Lyra, a 1174,2 años luz de la Tierra. Fue confirmado en 2014, después de que el Telescopio Espacial Kepler observase varios tránsitos del objeto frente a su estrella. Con un radio de 2,18 radios terrestres (R⊕), supera con creces el límite teórico establecido por los astrofísicos, por lo que es muy probable que sea un planeta de tipo minineptuno.
Se han encontrado otros dos exoplanetas en el sistema Kepler-174, Kepler-174b y Kepler-174c, de 1,96 y 1,49 R⊕ respectivamente. Ambos orbitan más cerca de su estrella y fueron confirmados antes que Kepler-174d. Es el último objeto encontrado en torno a Kepler-174 tras la actualización del catálogo de exoplanetas confirmados de la NASA del 19 de noviembre de 2015.

## Características
Kepler-174 es una enana naranja tipo K, con una masa de 0,68 M☉ y un radio de 0,62 R☉. Su baja metalicidad (-0,56) en comparación con el Sol, sugiere una importante escasez de elementos pesados (es decir, todos excepto el hidrógeno y el helio). El límite de anclaje por marea del sistema se encuentra a menos de 0,05 UA del confín interno de la zona habitable. Kepler-174d, con un semieje mayor de 0,677 UA, está demasiado lejos de su estrella como para sufrir un acoplamiento. Por tanto, es probable que tenga ciclos de día y noche como la Tierra, a diferencia de los otros dos objetos encontrados por el Kepler en el sistema.
El radio de Kepler-174d es de 2,18 R⊕, muy superior al límite de 1,6 R⊕ que separa a los planetas terrestres de los de tipo minineptuno. Si la composición del objeto fuera parecida a la de la Tierra, su masa sería de 14,78 M⊕ y su gravedad 3,1 mayor que la terrestre. Con estas características, es probable que sea un planeta gaseoso.
Los cálculos derivados de su ubicación en el sistema y la luminosidad de su estrella indican una temperatura media superficial de -20,25 °C, asumiendo una atmósfera y albedo similares a los de la Tierra. Por tanto, figura como psicroplaneta según la clasificación térmica de habitabilidad planetaria desarrollada por el Laboratorio de Habitabilidad Planetaria o PHL de la UPRA. Como referencia, el HZD o distancia respecto al centro de la zona habitable para el objeto es de 0,32, frente a los -0,5 de la Tierra (-1 representa el confín interno de la zona de habitabilidad, 0 su centro y +1 su borde externo). Por tanto, pertenece a la región externa de la zona de habitabilidad de Kepler-174.
Kepler-174d es el tercer exoplaneta encontrado en el sistema Kepler-174. Poco antes de su hallazgo se descubrieron otros dos objetos, Kepler-174b y Kepler-174c, de 1,96 y 1,49 R⊕ respectivamente. Kepler-174b tiene un semieje mayor de apenas 0,10 UA, que le permite completar una órbita en solo 14 días. Como consecuencia, se estima que su temperatura media superficial debe superar los 307 °C. Por su parte, el semieje mayor de Kepler-174c es de 0,21 UA, completando su órbita en 44 días. Su temperatura media, considerando una atmósfera y albedo similares a los de la Tierra, superaría los 132 °C.

## Habitabilidad
El Índice de Similitud con la Tierra de Kepler-174d es de un 61 %, inferior incluso al de Marte, como consecuencia de su excesivo tamaño y su temperatura media superficial estimada. Sin embargo, está entre los veinticinco exoplanetas confirmados más similares a la Tierra.